# Джон Готті
Джон Джозеф Готті Молодший (англ.  John Joseph Gotti, Jr; 27 жовтня 1940, Нью-Йорк, США — 10 червня 2002, Спрінгфілд, штат Міссурі) — бос сім'ї Гамбіно у 1986—1992 роках, отримав прізвисько «Тефлоновий дон», оскільки тривалий час йому вдавалося уникати покарання (звинувачення «не прилипали» до нього). Зійшов на трон після вбивства 16 грудня 1985 року попереднього боса сім'ї — Пола Кастеллано, яке сам же і замовив.

## Біографія
Готті народився в 1940 році в бідній італійській родині, виріс на вулицях Південного Бронкса, потім переїхав в Квінс. Був одним з тринадцяти дітей у сім'ї і одним з п'яти братів, які пізніше стали членами сім'ї Гамбіно. У 16 років Готті кинув навчання в школі і вступив у банду Fulton-Rockaway Boys, яка тісно співпрацювала з мафією. Там він познайомився з Анджело Руджейро і Вілфредом «Віллі Бой» Джонсоном. У цей період Готті зв'язався з командою Карміні «Чарлі Вагон» Фатіко, капо сім'ї Гамбіно в Брукліні. На початку 1970-х років команда Фатіко переїхала в район Озон-Парк (Квінс).
Ще в підлітковому віці Готті виконував доручення Фатіко, пізніше займався крадіжками вантажівок в аеропорту Айдлуайлд разом зі своїм братом Джином і другом Руджейро. 6 березня 1962 року Джон Готті одружився з італо-американкою Вікторією Ді Джорджо. У пари народилося п'ятеро дітей: Вікторія, Джон-молодший, Френк, Анджела і Пітер. У 1969 році Готті був засуджений за збройне пограбування вантажівки, відбував ув'язнення у в'язниці «Льюїсбург» у Філадельфії, звільнився в 1973 році, а вже в 1975 році був засуджений за вбивство, але відсидів лише два роки.
Наприкінці 1977 року Готті став членом сім'ї Гамбіно і був включений в «команду» Карміне Фатіко. Після арешту Фатіко за лихварство, Готті вважався протеже заступника боса Аньєлло Деллакроче, був підвищений до чинного капо. У грудні 1978 Готті брав участь в організації найбільшого пограбування Lufthansa Airlines в аеропорту імені Кеннеді. 
16 грудня 1985 року Джон Готті і Семмі «Бик» Гравано організували вбивство боса сім'ї Гамбіно Пола Кастеллано і його заступника Томмі Білотті, яких кілери розстріляли біля ресторану «Спаркс» на Манхеттені. Готті спостерігав за цим з його автомобіля разом з Гравано. За кілька тижнів Готті став босом сім'ї Гамбіно. В 1986 році було скоєно замах на життя Готті, потім його тричі виправдовував суд. 

### Ув'язнення

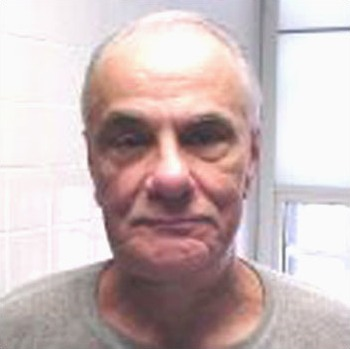
Остання фотографія 60-річного Джона Готті, зроблена у в'язниці 17 жовтня 2001 року, за вісім місяців до його смерті

У 1992 році завдяки свідченням свого заступника Сальваторе Гравано, який погодився співпрацювати з владою, Готті засудили на довічне ув'язнення за вбивство і рекет. У 1990—2002 роках Джон Готті перебував в ув'язненні, 10 червня 2002 року помер у в'язниці від раку горла.

## У мистецтві

### Кінематограф
- 1994 — «Зловити Готті» / «Getting Gotti», вик. Ентоні Джон Денісон;
- 1996 — «Готті» / «Gotti», вик. Арманд Ассанте;
- 1998 — «Свідок проти мафії» / «Witness to the Mob», вик. Том Сайзмор;
- 2001 — «Бос всіх босів» / «Boss of Bosses», вик. Сонні Марінеллі;
- 2001 — «Велике пограбування» / «The Big Heist», вик. Стівен Рандаззо;
- 2010 — «Клуб „Сінатра“» / «Sinatra Club», вик. Денні Нуччі;
- 2018 — «Кодекс Готті» / «Gotti», вик. Джон Траволта.
- 2000 – «Клан Сопрано», згадується в багатьох епізодах /

### Музика
- Композиція «King of New York» американської групи «Fun Lovin' Criminals» присвячена Джону Готті (альбом «Come Find Yourself», 1996 р.).
- Композиція «Hijack» американського хіп-хоп виконавця «Tyga» (фрагментарне відсилання до Готті — «Young Gotti»).
- Композиція «John Gotti» американського хіп-хоп виконавця «Kevin Gates» (альбом «Luca Brasi 2»).
- Альбом «Teflon Don» американського репера Ріка Росса.
- Композиція «John Gotti» німецького репера Kollegah.
- Композиція «Everybody get up» британської групи Five (фрагментарне відсилання до Готті — «Together represent like John Gotti»).
- Композиція «Is High Stakes» американського хіп-хоп тріо «De La Soul» з однойменного альбому 1996 року (фрагментарне відсилання до Готті — «Seem like every man and woman shared a life with John Gotti»).